# Afrotyphlops nigrocandidus
Afrotyphlops nigrocandidus är en ormart som beskrevs av Broadley och Wallach 2000. Afrotyphlops nigrocandidus ingår i släktet Afrotyphlops och familjen maskormar. Inga underarter finns listade i Catalogue of Life.
Denna orm förekomer med flera från varandra skilda populationen i Tanzania. Den lever i bergstrakter mellan 1400 och 1750 meter över havet. Arten vistas i fuktiga skogar och den besöker ibland angränsande landskap. Individerna har myror och termiter som föda. Honor lägger ägg.
Beståndet hotas regionalt av skogsröjningar. Utbredningsområdet är begränsat. IUCN listar arten som nära hotad (NT).